# Soul Blazer (spelserie)
Soul Blazer är en actionrollspelsserie utvecklat av Quintet och Enix. Den består av de tre spelen Soul Blazer, Illusion of Time och Terranigma. Det första spelet, Soul Blazer, släpptes 1992 i Japan, det andra, Illusion of Time, släpptes 1993 och det tredje, Terranigma, släpptes 1995. Alla tre släpptes till Super Nintendo Entertainment System och anses vara den traditionella trilogin. Enligt vissa källor, såsom GameSpys Hardcore Gaming 101, ska dock även spelet The Granstream Saga som släpptes till Playstation 1997 vara en del av spelserien.